# 唐纳德·比尔
唐纳德·比尔（英語：Donald Beer，1935年5月31日—1997年1月25日），美国男子赛艇运动员。他曾代表美国参加1956年夏季奥林匹克运动会赛艇比赛，获得男子八人单桨有舵手金牌。